# Wittorfer Burg
Die Wittorfer Burg ist eine Wallburg bei Wittorf im Südwesten von Neumünster an der Mündung der Schwale in die Stör. Von der Burg, die wahrscheinlich im 9. Jahrhundert entstanden ist, sind noch bis zu vier Meter hohe schwer erkennbare Teile des Ringwalls und einige Gräben erhalten.

## Lage
Bedingt durch die beiden naheliegenden Flüsse, Stör im Südwesten und Schwale im Norden und eine sumpfige Niederung im Osten, war die Niederungsburg gegen Angriffe auf der knapp 500 m langen Sanderinsel gut geschützt. Sie lag direkt an wichtigen Verkehrs-, Heer- und Handelswegen im Verwaltungsbezirk des Gau Faldera. In der direkten Umgebung wurden bei Grabungen im Jahr 1949 Reste von mehreren sächsischen Siedlungen gefunden.
Größe und Anordnung der Befestigungen heben die Wittorfer Burg eindeutig aus der Reihe der gleichzeitigen Burgtypen Schleswig-Holsteins heraus.

## Aufgabe
Die Anlage diente der Verteidigung des sächsischen Gebietes und zum Schutz der Bevölkerung gegen die Slawen, genauer die Wenden, aus dem Osten und die Dänen aus dem Norden, als Teil der Verteidigung des Limes Saxoniae.  In Mittelholstein befanden sich auf der Ostseite des sächsischen Siedlungsbereiches im Holstengau nördlich der Wittorfer Burg, die Einfelder Burg (Margarethenschanze) und die Bordorfer-Burg Borgdorf. Südlich von Wittorf die Burgen von Willenscharen, Hitzhusen und Ulzburg. Unter den benannten Schutzburgen, die teilweise noch als ringförmige Wälle erhalten sind, nimmt die Wittorfer Burg durch ihre Größe, Befunde und die Verteilung der Wallzüge eine Sonderstellung ein. Ausgrabungsfunde von Hans Hingst belegen, dass der Wall der Wittorfer Burg aus holzversteiften Erdwällen errichtet und mit Palisadenwänden gesichert war. Scherbenfunde lassen darauf schließen, dass die Burg vom 9. bis mindestens in die zweite Hälfte des 11. Jahrhunderts genutzt wurde. Über das Aussehen der intakten Burg sowie den strategischen Nutzen sind keine Aufzeichnungen erhalten geblieben. Ausgrabungen (Aschelagen) deuten aber darauf hin, dass die Burg wohl zweimal bei kriegerischen Handlungen niedergebrannt und zerstört wurde.

## Zustand

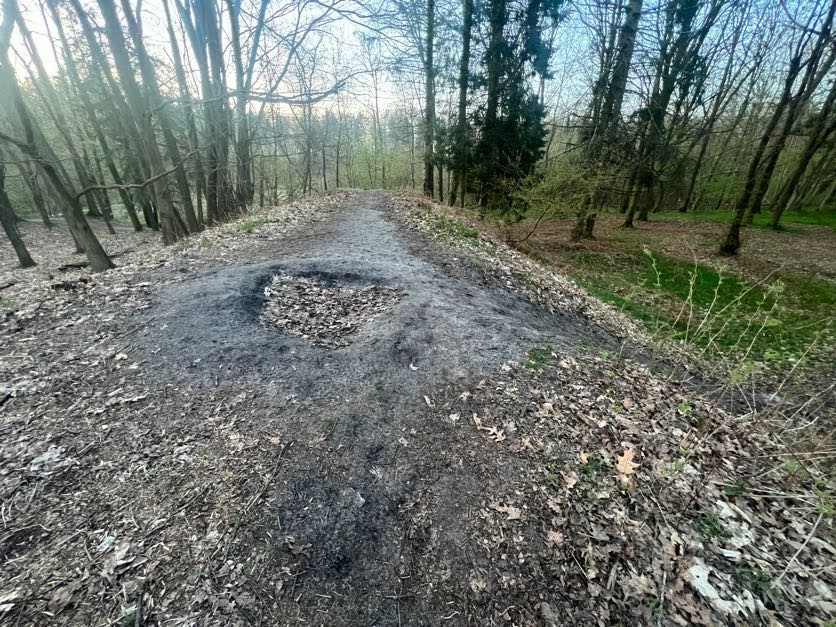
Wall der Wittorfer Burg. Ungenehmigte Grabungen im Wall fördern die Erosion des restaurierten Walls

Teile des Walls wurden 1984 restauriert. Die Wallanlagen und Grabenreste sind aufgrund des wilden und ungepflegten Bewuchses 
erst auf den zweiten Blick zu erkennen. Die Stadt Neumünster hat das Gelände unter Landschaftsschutz gestellt. Durch den dort vorhandenen teils dichten Bewuchs ist eine komplette Übersicht über das Gelände relativ schwer. Angelegte Wege führen auf dem Wall entlang und in die innere Fläche der ehemaligen Burg.